# Antoine-Nicolas Bailly
Pour les articles homonymes, voir Bailly.

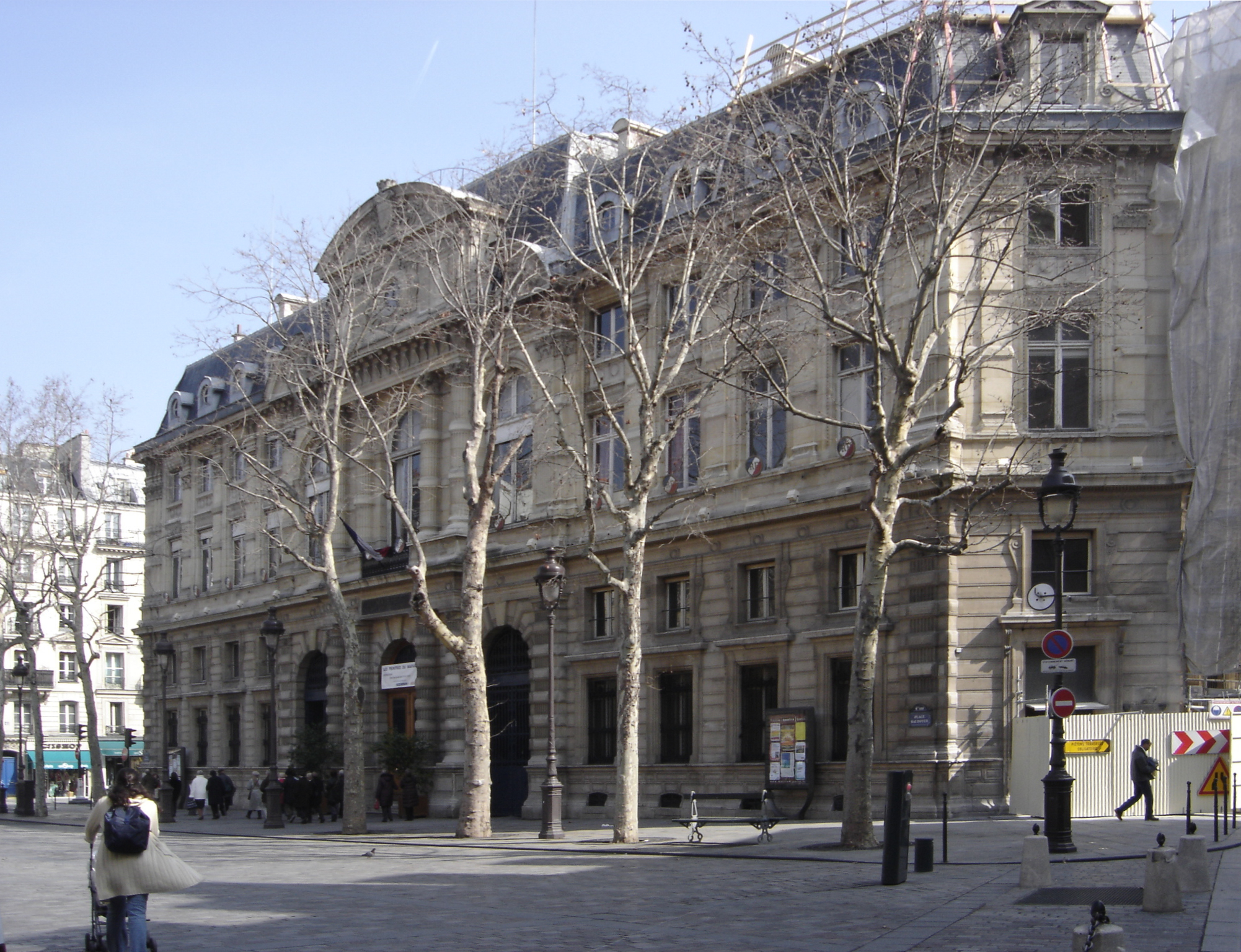
La mairie du 4e arrondissement de Paris conçue par l'architecte Antoine-Nicolas Bailly

Antoine-Nicolas Louis Bailly est un architecte français né le 6 juin 1810 à Paris et mort le 1er janvier 1892 à Paris.

## Biographie
Fils d'un fonctionnaire des postes qui le destine dès sa jeunesse à l'architecture, Antoine-Nicolas Bailly entre aux Beaux-Arts en 1830, où il étudie sous la direction de François Debret et de Félix Duban. Il parfait sa formation en effectuant un voyage en Italie, dans la grande tradition classique.
À partir de 1825, il assiste Théodore Jacoubet et A. Mangot, architectes attachés aux alignements de Paris, dans l'établissement de l'atlas dit de Jacoubet.
En 1850, grâce à l'appui de Viollet-le-Duc, il devient architecte des diocèses de Bourges, Valence et Digne. De 1875 à 1886, il est architecte diocésain de Limoges. De 1883 à 1886, il est en outre chargé de Notre-Dame de Paris.
En 1854, il est nommé inspecteur des travaux de Paris ; à ce titre, il participe à l'achèvement de l'ancien Hôtel de Ville et à la construction de la fontaine Molière. En 1860, le baron Haussmann lui confie le soin de dresser les plans d'une mairie idéale et lui donne ensuite l'occasion de mettre ses conceptions en pratique dans la mairie du 4e arrondissement, qui devait servir de modèle aux autres mairies d'arrondissement.
Son œuvre la plus connue, est le tribunal de commerce de Paris. L'aspect extérieur, souvent jugé disgracieux, de cet édifice serait la conséquence d'une exigence de Napoléon III, qui avait demandé à l'architecte de prendre modèle sur l'hôtel de ville de Brescia, en Italie, que l'Empereur admirait particulièrement. Le grand escalier est remarquable[pourquoi ?].
En 1865, Bailly cède son atelier à Ernest Sanson, qui avait fait ses débuts auprès de lui comme dessinateur, puis comme inspecteur.
A sa demande, son neveu et ancien élève Lucien Tropey (Pierre Antoine Lucien Tropey-Bailly), architecte de la ville de Paris, est autorisé par décret du 17 juin 1889,  à changer son nom en « Tropey-Bailly ».
Bailly est fait chevalier de la Légion d'honneur en 1853, officier en 1868 et commandeur en 1881. Il est élu à l'Académie des beaux-arts en 1875 au fauteuil d'Henri Labrouste. Il fut également président fondateur de la Société des artistes français, président de la Société centrale des architectes (1886-1888), et président de l'Académie des beaux-arts.
Il est inhumé au cimetière du Père-Lachaise (4e division),.

## Distinction
Commandeur de la Légion d'honneur (1881)

## Principales réalisations
- agrandissement de la cathédrale Saint-Jérôme de Digne
- construction du clocher-porche de la cathédrale de Valence
- achèvement de la cathédrale de Limoges
- restauration de l'hôtel Jacques-Cœur à Bourges
- tribunal de commerce de Paris (1860-1865)
- façade du lycée Saint-Louis à Paris
- mairie du IVe arrondissement à Paris (1866-1868)
- Crédit foncier à Paris (restauration et aménagement de deux hôtels du XVIIIe siècle)
- tribunes de l'hippodrome de Longchamp
- hôtel particulier à Paris pour le prince de Montmorency-Luxembourg
- hôtel particulier à Paris pour le marquis de Ganay